# Weila
Weila o Aw-ilu è una divinità menzionata nel poema mesopotamico Atraḫasis. Noto per essere stato il capo di una rivolta degli Igigû e per il suo sacrificio nella creazione dell'uomo.
Il suo nome significa artigiano del metallo in particolare del rame.